# Musée national Auschwitz-Birkenau
 (novembre 2024).
Si vous disposez d'ouvrages ou d'articles de référence ou si vous connaissez des sites web de qualité traitant du thème abordé ici, merci de compléter l'article en donnant les références utiles à sa vérifiabilité et en les liant à la section « Notes et références ».
Le musée national Auschwitz-Birkenau est un lieu commémoratif des deux camps de concentration et d'extermination de l'Allemagne nazie, Auschwitz I et Auschwitz II, situés dans les villes polonaises d'Oświęcim (en allemand : Auschwitz) et de Birkenau.
Le musée est créé le 2 juillet 1947. En 2009, plus de 25 millions de visiteurs ont visité le musée, réparti sur plusieurs bâtiments.
Le musée national Auschwitz-Birkenau est d'autre part l'institution culturelle polonaise la plus visitée du pays. Depuis 1979, il est inscrit (avec l'ensemble du complexe concentrationnaire) au patrimoine mondial de l'UNESCO (sous le nom « Auschwitz-Birkenau – Camp allemand nazi de concentration et d'extermination »). En 1976, le musée a été décoré de la Croix de Commandeur de la Renaissance de la Pologne et en septembre 2009, il a reçu la médaille d'or Gloria artis.

## Histoire
Après que l'Union soviétique a officiellement rendu le camp à l'État Polonais, le parlement de la Pologne décide d'y créer un musée. La première exposition se ressent beaucoup du contexte politique de la guerre froide : en effet à côté des photos des ghettos juifs sont exposées quelques photos de bidonvilles américains.
Après la mort de Staline est créée une nouvelle exposition, encore utilisée aujourd'hui. À partir de 1959, chaque pays d'origine des victimes organise sa propre exposition dans le musée national Auschwitz Birkenau. Israël doit attendre 1968 pour faire son exposition, empêché jusque-là par un décret du Parlement polonais qui, invoquant la date de création de l'État d'Israël en 1948, expose le principe qu'aucune des victimes du Génocide n'était citoyen israélien. Un an avant est inauguré le premier grand monument : Le Mémorial international pour les victimes du fascisme.

## Expositions nationales
Depuis 1960, les expositions nationales se situent dans le camp-souche (Auschwitz I). La plupart d'entre elles se renouvellent comme celles de la France, la Belgique, la Slovaquie, la république tchèque, la Russie.
La première exposition de l'ex-URSS débute en 1961 et est actualisée en 1977 et 1985. En 1978, l'Autriche présente une exposition orientée dans sa présentation d'une Autriche plus victime que coupable, ce qui amène le politologue autrichien Andréas Maisinger à collaborer avec le musée dans le cadre de l'Aktion Sühnezeichen Friedensdienste (Action signe de réconciliation - service pour la paix), à la suite de quoi il crée l'organisme autrichien pour la mémoire de l'holocauste.
En raison de la position intransigeante du président autrichien, Rudolf Kirchschläger, qui ne souhaite rien voir minimisé du passé nazi de l'Autriche, le mémorial autrichien de l'holocauste n'ouvre ses portes qu'en 1992. 
Le musée présente des archives sur la libération du camp par les Soviétiques.

## Polémique
En 2021, Beata Szydło est nommée au conseil consultatif du musée national Auschwitz-Birkenau par le ministre de la Culture, Piotr Gliński. Sa nomination déclenche une polémique et lui valent l'opposition d'un rescapé et de plusieurs familles de rescapés d'Auschwitz, qui écrivent une lettre au Premier ministre, Mateusz Morawiecki, dans laquelle ils dénoncent une politisation de l'institution et dans laquelle ils reprochent également à Beata Szydło des propos dénigrants envers les chercheurs de l'histoire de la Shoah, une tolérance des organisations fascistes et une « idéologie de l'exclusion ». Suivant sa nomination, quatre des neuf membres du conseil consultatif présentent leur démission.

## À noter
- Le camp Monowitz-Buna ou Auschwitz III est primairement un sous-camp comme "Arbeitslager" (camp de travail) d'Auschwitz I et plus tard l'un des trois grands camps du complexe concentrationnaire et de mise à mort d'Auschwitz. Il est établi en octobre 1942.